# Zełenyj Haj (obwód tarnopolski)
Zełenyj Haj (ukr. Зелений Гай, dosł. Zielony Gaj) – wieś na Ukrainie, w  obwodzie tarnopolskim, w rejonie czortkowskim. 
W II Rzeczypospolitej w powiecie zaleszczyckim w województwie tarnopolskim.W latach 1944–1945 nacjonaliści ukraińscy z OUN-UPA zamordowali tutaj 8 Polaków, w tym ks. Józefa Rupnickiego.
Do 1946 roku miejscowość nosiła nazwę Żeżawa (ukr. Жежава).
Do 2020 w rejonie zaleszczyckim.